# Вудсія альпійська
Вудсія альпійська (Woodsia alpina) — багаторічна трав'яниста рослина з родини вудсієвих (Woodsiaceae). Вид занесено до Червоної книги України. Названа шотландським ботаніком Робертом Брауном в XIX столітті на честь англійського архітектора та природознавця Джозефа Вудса (англ. Joseph Woods).

## Морфологія
Гемікриптофіт. Трав'яний короткокореневищний багаторічник, ваї до 15 см висотою, двічі пірчасторозсічені, кінцеві сегменти яйцеподібні до 1 см в діаметрі, запушені з нижнього боку довгими волосками. Утворює густі дернини. Спори овально-еліптичні, великозморшкуваті, у спорангіях на ніжках, зібрані в округлі соруси, які майже суцільно вкривають нижню поверхню трофофілів (вай). Спороносить у липні-серпні. Розмножується спорами та вегетативно (штучно: діленням куртин в квітні до початку відростання листків).

## Ареал
Поширення виду на планеті: Арктична зона, Скандинавія та гірські системи Євразії (Альпи, Піренеї, Апенніни, Судети, Урал, Кавказ), Західний та Східний Сибір, Північна Америка з іррадіаціями на рівнину на виходах кристалічних порід. В Україні — поодинокі місцезростання в Карпатах (Івано-Франківська, Закарпатська області; популяції не досліджено) та на виходах Українського кристалічного щита Приазовської височини («Кам'яні Могили»). Популяція представлена у вигляді локальних невеликих (до 20-30 см) куртин, розміщених групками під нависаючими скелями. В Карпатах зустрічається спорадично на горі Обавський Камінь (Свалявський район); на Чивчинських горах у верхів’ях Білого Черемошу, горі Гнетєса. Місцезнаходження на Поліссі (Житомир) не підтверджено, можливо, наводилися помилково.
Зростає у затінених ущелинах виходів кристалічних порід, угруповання класу Asplenietea trichomanis. Облігатний петрофіт, ацидофіл, карбонатофоб, полюбляє кам’янисті, піщані ґрунти слабокислої або нейтральної реакції.

## Охорона
Вудсія альпійська потребує природоохоронних заходів із збереження як зникаючий вид. Причинами зміни чисельності є вузька екологічна амплітуда, стенотопні умови зростання. Рослину охороняють у відділенні «Кам'яні Могили» Українського степового природного заповідника. Заради збереження чисельності заборонено порушувати умови місцезростання, збирати дикорослі рослини. Відомостей про розмноження та розведення у спеціально створених умовах немає. Наукове значення виду: досить рідкісний аркто-альпійський реліктовий вид з диз'юнктивним ареалом. Вид має господарське та комерційне значення як декоративна рослина, в природі — ґрунтоформуюча рослина.

## Історія
За цей вид часто приймають дрібні, зазвичай ювенільні рослини виду вудсії ельбської Woodsia ilvensis зі слабким запушенням і небагатьма лусочками на нижній стороні вай, що зустрічаються разом з вудсією альпійською. Помітно наближаються до альпійської вудсії екземпляри з Камчатки (річки Палана і верхів'я річки Сігаіетан в Карагінськом районі), але і вони мають широколанцетну форму вай, характерну для вудсії ельбської. Загалом Woodsia alpina походить від гібридизації W. ilvensis (2n = 78) з W. glabella (2n = 78), що підтверджується хромосомним числом цього виду (2n = 156) і його проміжною між батьківськими видами морфологією.